# Pierre-André Déry
Pour les articles homonymes, voir Déry.
Pierre-André Déry est un illustrateur québécois œuvrant principalement dans les domaines du jeu vidéo et de la bande dessinée.

## Biographie
Pierre-André Déry participe au sein du studio Grafiksismik entre 2002 et 2005. Pendant cette période, il a travaillé sur plusieurs comics pour les principales maisons d'édition américaines : Marvel Comics, DC Comics, Dark Horse Comics, Devil's Due Publishing, Dreamwave, Crossgen Comics etc. Avant de participer à la fondation du studio Grafiksismik en 2002, il réalise divers contrats en tant qu'encreur et coloriste pour les entreprises de jouet Hasbro et Mattel ainsi que pour les maisons d'édition Marvel Comics et Image Comics.
À partir de 2006, il se joint au studio de développement de jeu Sarbakan à titre de directeur artistique. Il y réalise des mandats pour des clients tels que Disney, RealNetworks, Warner Bros., Playfirst, National Geographic, MTV et Nickelodeon.
En 2008, Pierre-André Déry devient producteur exécutif de Volta, un studio de Québec exerçant dans le développement visuel de jeux vidéo. 

## Œuvres

### Comics
- Star Wars (Dark Horse Comics)
- Batman (DC Comics)
- Gen 13 (DC Comics)
- Thundercats (DC Comics)
- G.I. Joe (Devil's Due Publishing)
- Teenage Mutant Ninja Turtles (Dreamwave)
- Transformers (Dreamwave)
- Vampirella (Harris Comics)
- Spider-Man/Marrow (Marvel Comics)
- Mangaverse Spider-Man (Marvel Comics)
- New Mutants (Marvel Comics)
- Captain America (Marvel Comics)
- Iron Man (Marvel Comics)
- Human Torch (Marvel Comics)
- Sleepwalker (Marvel Comics)
- X-Men Unlimited (Marvel Comics)

### Ludographie
- Fitness Dash, 2008, directeur artistique
- Mortal Kombat, 2011
- Saints Row: The Third, 2011, producteur délégué
- The Amazing Spider-Man 2, 2014
- Borderlands 3, 2019